# ديفيد ماجن
ديفيد ماجن ولد باسم «ديفيد Monsonego» (بالعبرية: דוד מגן، ولد يوم 4 سبتمبر 1945 بمدينة فاس بالمغرب) هو سياسي إسرائيلي سابق من أصل يهودي مغربي، الذي شغل منصب وزير بلا حقيبة وزير الاقتصاد والتخطيط في 1990s.